# La Pêche miraculeuse (roman)
Pour les articles homonymes, voir La Pêche miraculeuse.
La Pêche miraculeuse est un roman de Guy de Pourtalès publié le 13 juillet 1937 aux éditions Gallimard et ayant reçu la même année le Grand prix du roman de l'Académie française.

## Éditions
- La Pêche miraculeuse, éditions Gallimard, 1937.

## Adaptation
Le roman a été adapté en mini-série de six épisodes par la télévision suisse et diffusée en 1976 sur la TSR. Elle met en vedette Jean-François Garreaud, Edith Garnier, Françoise Dorner, André Falcon, Ingeborg Schöner, Philippe Lemaire et Capucine.